# 灵泉寺 (汕头)
灵泉寺，位于中国广东省汕头市潮阳区和平镇中寨居委，现为潮阳区文物保护单位，类型为其他，公布时间为1992年4月7日。
灵泉寺的历史年代为宋代。